# Meglenci
Meglenci är en ort i Nordmakedonien. Den ligger i kommunen Novaci, i den södra delen av landet, 100 kilometer söder om huvudstaden Skopje. Meglenci ligger 753 meter över havet och antalet invånare är 214.